# Othon III de Brunswick-Harbourg
Othon III, duc de Brunswick-Lünebourg, seigneur de Harbourg (20 mars 1572 à Harbourg – 4 août 1641 à Harbourg) est un duc de Brunswick-Lunebourg et le titulaire de l'apanage de Brunswick-Harbourg.

## Biographie
Othon est un fils de duc Othon II de Brunswick-Harbourg (1528-1603) de son second mariage, avec Hedwige (1535-1616), la fille d'Ennon II de Frise orientale.
Après la mort de son frère Christophe de Brunswick-Harbourg en 1606, Othon III et son frère Guillaume-Auguste de Brunswick-Harbourg régnent conjointement sur Harbourg. Leur règne est décrit comme harmonieux. Dans un traité du 11 janvier 1630, les frères renoncent à leur droit de succession sur Duché de Brunswick-Lunebourg, en faveur des Christian de Brunswick-Lunebourg, contre le remboursement de leurs dettes, qui dépassaient 150000Talers.
Le 14 avril 1621 à Wolfenbüttel, Othon III se marie avec Hedwige (1580-1657), la fille du duc Jules de Brunswick-Wolfenbüttel. Ce mariage reste sans enfant.